# Jeruzsálemi kereszt
Névváltozatok: 

fr: croix de Jérusalem, en: cross potent, Jerusalem cross, crusaders' cross, cantonee cross, pilgrim's cross, de: Jerusalemkreuz, hierosolymitanisches Kreuz, la: crux hierosolymitana  

Rövidítések:

A jeruzsálemi kereszt olyan mankós vagy görög kereszt, melynek szárai között egy-egy kisebb görög kereszt van. Ilyen kereszt van Jeruzsálem címerében, ahonnan a nevét is kapta. Ez a címer látszólag vét a heraldikai színtörvény ellen, mert ezüst alapon arany keresztet tartalmaz, de valójában azon kivételek közé tartozik, melyek erősítik a szabályt. Hasonló a Szent Sír Lovagrend keresztje is, de a színe vörös. A heraldikában számos egyéb változata van. Nagyon hasonlít a régi európai pénzeken látható keresztekhez, melyek szárai között kisebb keresztek vannak, de ezek nem jeruzsálemi keresztek.    
Először Bouillon Gottfried használta a címerén. A keresztesek keresztjének is nevezték, ami II. Orbán pápa útmutatására utal az első keresztes hadjárat résztvevői számára. A négy kis keresztet a négy evangéliummal magyarázzák vagy a négy világtájjal, amelyek felé Jézus tanítása Jeruzsálemből elterjedt. A nagyobb kereszttel együtt az öt kereszt pedig egyesek szerint Jézus öt sebére utal, melyet a megfeszítésekor szenvedett el.              
Változatai:

A keresztesek keresztje (en: crusaders' cross, cantonee cross, es: cruz de las cruzadas), jeruzsálemi kereszt görög keresztekből, ilyen kereszt volt azon a zászlón, melyet II. Orbán pápa adott a kereszteseknek. Néha a Szent Sír Lovagrend keresztjének is nevezik.
A Jeruzsálemi királyság címere (1099–1291)
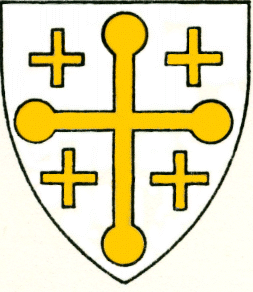
A jeruzsálemi kereszt eredeti formája gömbvégű nagyobb kereszttel
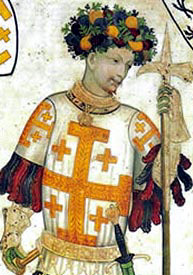
Bouillon Gottfried, Jeruzsálem első királya
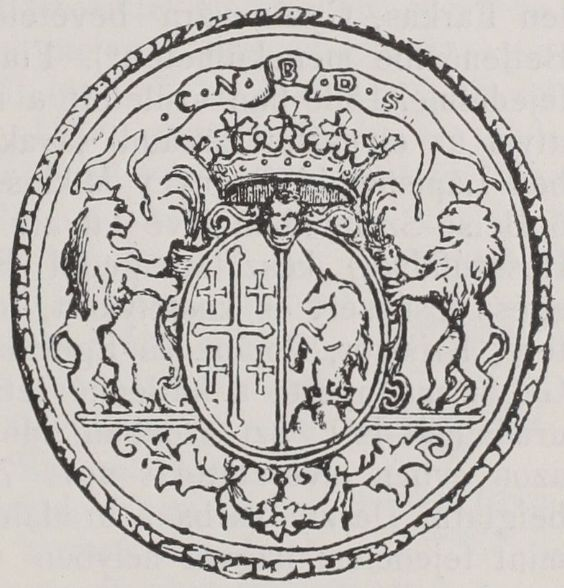
Vörös alapon arany jeruzsálemi kereszt a Bercsényi család címerében
A Szent Sír Lovagrend keresztje
A Szent Sír Lovagrend címere
A Konstantinápolyi Latin Császárság címere körbe helyezett kis keresztekkel (de: Kreuz mit nimbierten Kreuzen)
Ennek egy változata a szárak között öt kisebb kereszttel (de: Jerusalemkreuz mit vier Nimbuskreuzen, die von vier griechischen Kreuzen umstellt sind)
Keresztvégű kereszt (keresztszárú kereszt [M. kat. lex.], fr: croix recroisetée, en: cross crosslet, de: Wiederkreuz, la: crux brachiata, crux recruciata), a mankós kereszt egyik változata
Ide sorolható a szerb kereszt (en: Serbian cross, tetragrammatic cross), mely valószínűleg Nagy Konstantin császár labarumából ered, bizánci érméken már a 6. század óta előfordul és négy görög béta betűvel magyarázzák, melyet a Palaiologos-dinasztia jelmondatára vezetnek vissza (βασιλεύς βασιλέων, βασιλεύων βασιλευόντων—Basileus Basileōn, Basileuōn Basileuontōn; Királyok királya,  királyokon uralkodó); a középkortól használják a szerb uralkodók és a szerb egyház, miután 1345-ben IV. Dusán Istvánt cárrá koronázták.
A Bizánci Birodalom zászlója
Grúzia zászlója, Szent György kereszt, a szárai között egy-egy talpas kereszttel